# Mecas cinerea
Mecas cinerea là một loài bọ cánh cứng trong họ Cerambycidae.